# Succowia
Succowia és un gènere de plantes amb flors dins la família brassicàcia. És un gènere monotípic amb una sola espècie: Succcowia balearica que es troba a les Balears, País Valencià i Catalunya, a la vegetació dels Països catalans és autòctona i endèmica:

## Descripció
Herba anual erecta més o menys ramificada de 20 a 60 cm d'alçada;fullesesferoïdal de 3-4 mm de diàmetre, cobert d'agullons.

## Hàbitat
Màquies poc denses replans ombrívols de les roques en contrades mediterrànies marítimes d'hivern poc fredde 0n a 500 m d'altitud.